# 授乳室

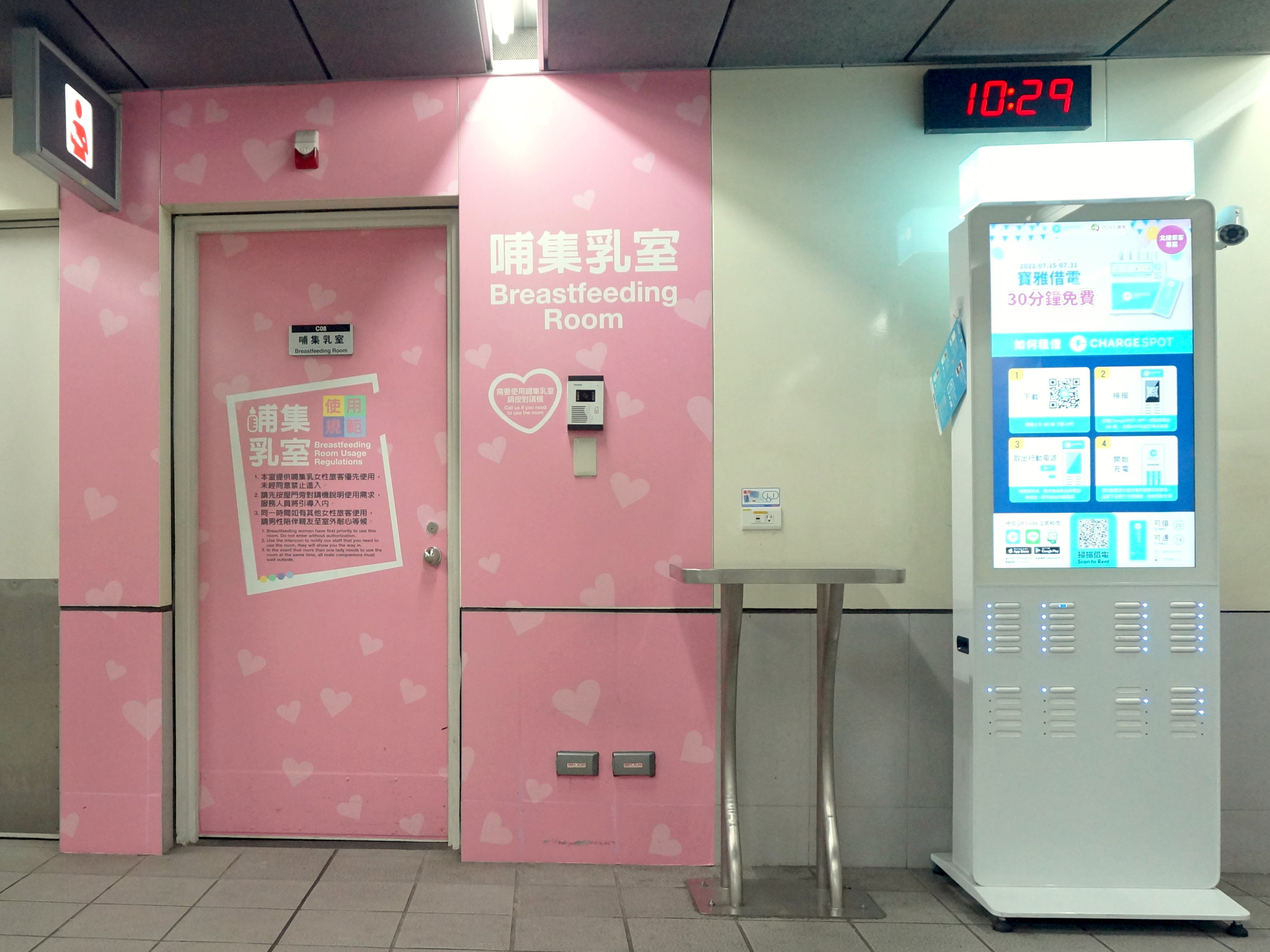
台北地下鉄中山駅構内の授乳室

授乳室（じゅにゅうしつ）は、公共の場所やオフィスビル、商業施設などに設けられたプライベートな空間で、母親が乳児に授乳を行うための部屋を指す。授乳は、母乳を直接乳児に与える行為だけでなく、母乳を搾乳器で搾り取る行為も含まれる。これらの部屋は、母親がよりリラックスして授乳ができるように設計されており、乳児のおむつを交換するための設備や、しばしば快適な椅子、清潔な水源、電源などの便利な設備が整えられている。
授乳室はプライバシーを守り、母親が公共の視線を気にすることなく授乳できる環境を提供すると同時に、授乳に必要な落ち着いた環境を確保することを目的とする。日本では、授乳室の整備は法律によって義務付けられているわけではないが、条例によって義務付けている地方自治体もあり、多くの施設が自発的にこれを提供している。
また、授乳室の提供は、国際的にも積極的に進められており、特に子育て支援が充実している国々では、空港、博物館、図書館、大型小売店など、さまざまな場所で見られる。
日本国内では、各市区町村や、行政単位で「赤ちゃん道の駅」などの名称で、授乳室マップ・おむつ交換台マップ等が用意されている。
民間の授乳室検索サイトによると、現在国内で9万件近い授乳室が存在していると発表がある。